# Momentum (politique britannique)
Pour les articles homonymes, voir Momentum.
Momentum est un courant politique de gauche au Royaume-Uni. Il a été créé en octobre 2015 par Jon Lansman, Adam Klug, Emma Rees et James Schneider un mois après la campagne victorieuse de Jeremy Corbyn pour l'élection à la direction du Parti travailliste. On a décrit ce courant comme une initiative populaire pour soutenir la ligne politique de Corbyn et son action au sein du Parti travailliste. Momentum est très populaire parmi les jeunes et les activistes de gauche.[réf. nécessaire]
En février 2016, Momentum a mis en place un formulaire d'adhésion payante dont les signataires avalisent les valeurs et les buts du parti travailliste. Selon les nouvelles règles introduites en janvier 2017, les militants de Momentum doivent également devenir membre du parti travailliste. En janvier 2018, il existe plus de 170 groupes locaux à travers tout le Royaume-Uni et en avril 2018, le nombre d'adhérents s'élève à 40 000.

## Réactions
L'éditorialiste Oliver Kamm a écrit dans le Times en octobre 2015 : « Comme les trotskystes de Militant tendency il y a une dizaine d'années, Momentum est une organisation entriste qui fait figure de parasite sur son hôte, le Parti travailliste. Mais cette fois, l'extrême gauche est parvenue à prendre en main les structures du parti et à rendre la vie dure aux députés travaillistes. »